# Cosmic Fantasy Stories
Cosmic Fantasy Stories est un jeu vidéo de rôle sorti en 1992 sur Mega-CD. Le jeu a été développé et édité par Riot.